# Bruno Nuytten
Bruno Nuytten, né le 28 août 1945 à Melun, est un directeur de la photographie et réalisateur français. Récipiendaire de trois Césars (1977, 1984, 1989) et du BAFTA award (1988) il enseigne à l'école nationale de cinéma FEMIS dont il a dirigé le département « Image » jusqu'en 2002 et dont il a présidé le jury d'admission en 2007.
Chef-opérateur et directeur de la photographie réputé, Bruno Nuytten a participé à plus d'une trentaine de films (Les Valseuses, India Song, La Meilleure Façon de marcher, Barocco, Les Sœurs Brontë, Garde à vue, Possession, Tchao pantin, La Pirate, Fort Saganne, Détective, Jean de Florette, Manon des sources…)
Bruno Nuytten décrit le cinéma ainsi : « Le cinéma, c'est un champ opératoire pour moi, il y a beaucoup de gens très actifs autour d'une plaie ou d'un organe à faire survivre... […] C'est un rendez-vous de chirurgien. »

## Biographie
Adolescent, Bruno Nuytten joue dans une troupe de théâtre amateur. Sa formation est variée: préparation au concours des Arts décos, préparation au concours de l'IDHEC, formation inachevée à l'Institut national supérieur des arts du spectacle et des techniques de diffusion (INSAS, Belgique, 1967-1969), puis obtention d'un BTS « prises de vues » à Paris. Il commence par être assistant de Ghislain Cloquet (qui avait été son professeur à l'INSAS), puis de Claude Lecomte et de Ricardo Aronovitch. Il travaille d'abord sur des courts-métrages, puis se lance comme chef-opérateur et directeur de la photographie. Il cherche des images contrastées, une caméra en mouvement, un rapport actif à l'espace. À l'écoute des réalisateurs, il sait utiliser des plans fixes et un éclairage sans contraste quand Marguerite Duras le lui demande (La Femme du Gange (1974), India Song (1975), Son nom de Venise (1976)), ou un style exagérément expressionniste et une caméra à l'épaule, avec Andrzej Zulawski (Possession, 1981).
Bruno Nuytten passe à la réalisation pour Camille Claudel, à la demande expresse de l'actrice Isabelle Adjani, qui coproduit le film (avec Christian Fechner) et y tient le premier rôle. En 2013, elle raconte : « Sa raison d'être, c'était l'ombre. À partir de l'ombre, il faisait exister la lumière. Il m'avait dit que jamais il ne passerait à la mise en scène. [...] Je lui ai dit que j'aimerais me servir du corps de Camille Claudel pour pouvoir incarner mon propre désarroi, mon cri. Il m'a entendue. » Quelques années plus tôt, Nuytten avait remarqué : « La seule chose intéressante que j'ai découverte en parlant avec un journaliste, c'est qu'en fait je m'étais mis moi-même en scène dans l'inversion des pouvoirs : à l'issue du film j'étais devenu Camille Claudel et Isabelle Adjani était devenue Rodin. Et là je suis de plus en plus Camille Claudel, même si je ne suis pas encore à l'asile ! On n'échappe jamais aux choses délicates, fragiles, et humaines qu'on touche. »
lien
En 2015, Caroline Champetier, elle aussi directrice de la photographie, lui consacre le documentaire Nuytten/Film.
Bruno Nuytten a écrit des articles pour la revue technique Le Cinéma pratique, animé des conférences au Ciné-club de Melun, et des charges de cours à l'université Paris-III. Il a fondé en Suisse une maison de production de films publicitaires.
Bruno Nuytten a été le compagnon d'Isabelle Adjani avec laquelle il a eu un fils, Barnabé, en 1979. Depuis 1996, il vit avec la metteuse en scène Tatiana Vialle, avec qui il a eu deux enfants, Tobias et Galathée.

## Filmographie

### En tant que réalisateur
- 1988 : Camille Claudel (avec Isabelle Adjani)
- 1992 : Albert souffre
- 2000 : Passionnément (avec Charlotte Gainsbourg)
- 2002 : Jim, la nuit (téléfilm)

### En tant que directeur de la photographie
- 1969 : L'Espace vital de Patrice Leconte - court métrage
- 1971 : Les Machins de l'existence de Jean-François Dion - court métrage
- 1971 : La Poule de Luc Béraud - court métrage
- 1972 : Tristan et Iseult d'Yvan Lagrange
- 1974 : Les Valseuses de Bertrand Blier
- 1974 : Le Jeu des preuves de Luc Béraud - court métrage
- 1974 : La Femme du Gange de Marguerite Duras
- 1975 : India Song de Marguerite Duras
- 1975 : Souvenirs d'en France d'André Téchiné
- 1976 : Les vécés étaient fermés de l'intérieur de Patrice Leconte
- 1976 : La Meilleure Façon de marcher de Claude Miller
- 1976 : L'Assassin musicien de Benoît Jacquot
- 1976 : Mon cœur est rouge de Michèle Rosier
- 1976 : Barocco d'André Téchiné
- 1976 : Son nom de Venise dans Calcutta désert de Marguerite Duras
- 1977 : Gradiva - Esquisse I de Raymonde Carasco
- 1977 : Le Camion de Marguerite Duras
- 1977 : La nuit, tous les chats sont gris de Gérard Zingg
- 1978 : L'Exercice du pouvoir de Philippe Galland
- 1978 : La Tortue sur le dos de Luc Béraud
- 1979 : Les Sœurs Brontë d'André Téchiné
- 1979 : Zoo zéro d'Alain Fleischer
- 1979 : French Postcards de Willard Huyck
- 1980 : Brubaker de Stuart Rosenberg
- 1981 : Hôtel des Amériques d'André Téchiné
- 1981 : Garde à vue de Claude Miller
- 1981 : Possession d'Andrzej Żuławski
- 1981 : Un assassin qui passe de Michel Vianey
- 1982 : Invitation au voyage de Peter Del Monte
- 1983 : Tchao pantin de Claude Berri
- 1983 : La vie est un roman d'Alain Resnais
- 1984 : Fort Saganne d'Alain Corneau
- 1984 : La Pirate de Jacques Doillon
- 1985 : Les Enfants de Marguerite Duras
- 1985 : Détective de Jean-Luc Godard
- 1986 : Jean de Florette de Claude Berri
- 1986 : Manon des sources de Claude Berri

### En tant qu'acteur
2015 : Nuytten/Film

## Théâtre

### En tant qu'auteur
- 2013 : Prendre le risque d'aller mieux, mise en scène  Tatiana Vialle, Ciné 13 Théâtre

## Distinctions

### Récompenses
- Césars 1977 : César de la meilleure photographie pour La Meilleure Façon de marcher et Barocco
- Festival de Cannes 1982: Prix de la contribution artistique pour Invitation au voyage
- Césars 1984 : César de la meilleure photographie pour Tchao Pantin
- British Academy Film Award de la meilleure photographie 1988 pour Jean de Florette
- Césars 1989 : César du meilleur film pour Camille Claudel

### Nominations
- Césars 1980 : César de la meilleure photographie pour Les Sœurs Brontë
- Césars 1982 : César de la meilleure photographie pour Garde à vue
- Césars 1985 : César de la meilleure photographie pour Fort Saganne
- Césars 1987 : César de la meilleure photographie pour Jean de Florette
- Césars 1989 : César du meilleur premier film pour Camille Claudel
- Oscars 1990 : Oscar du meilleur film étranger pour Camille Claudel
- Golden Globes 1990 : Golden Globe du meilleur film étranger pour Camille Claudel